# Advancing Yamanashi 27
『Advancing Yamanashi 27』（アドバンシングヤマナシ トゥエンティーセブン）は、FM FUJIのラジオ番組。

## 概要
原則として、山梨県にある27市町村の中から一つを取り上げ、当該市町村の名物（主に食べ物）を紹介する番組。また時には、県内に大型商業施設などがオープンした際などに同地に出向いてのロケ収録を行うこともある。
2024年3月に一度番組が終了するが、紆余曲折を経て同年7月より放送が復活した。
番組収録の模様は、出演者の一人であるあさひまるのYouTubeチャンネルでもライブで公開され（原則として隔週月曜の18時頃から収録）、アーカイブも視聴可能（ただしスタジオ収録部分のみであり、ロケ部分や曲などは配信されない）。

## 放送時間
- 2023年10月 - 2024年3月：日曜日 10:30 - 11:00
- 2024年7月 - ：日曜日 10:30 - 10:53

## 出演者
- あさひまる（山梨在住YouTuber）
- 山口純侑（FM FUJIディレクター）